# Sangay
Sangay är en vulkan i Ecuador.   Den ligger i provinsen Morona Santiago, i den centrala delen av landet, 200 km söder om huvudstaden Quito. Toppen på Sangay är 5 230 meter över havet.
Terrängen runt Sangay är bergig åt nordost, men åt sydväst är den kuperad. Sangay är den högsta punkten i trakten. Runt Sangay är det mycket glesbefolkat, med 2 invånare per kvadratkilometer. Det finns inga samhällen i närheten. I omgivningarna runt Sangay växer i huvudsak städsegrön lövskog.